# Carl Fink (Maler)
Carl Fink (auch: Karl W. E. oder Carl W. E. Fink oder Finck * 22. September 1814 in Kassel; † 17. Januar 1890 ebenda) war ein deutscher Architektur-, Theater- und Dekorations- sowie Tier- und Pflanzenmaler, Zeichner und Lyriker. Er veröffentlichte Gedichte, Fabeln und mehrere Schriften über die geometrische Konstruktion und Farbgebung des Flachornaments sowie über Das Leben unserer Hauskatze. Aufgrund seiner Katzendarstellungen erhielt er im Alter den Spitznamen „Katzenfinck“.

## Leben und Werk

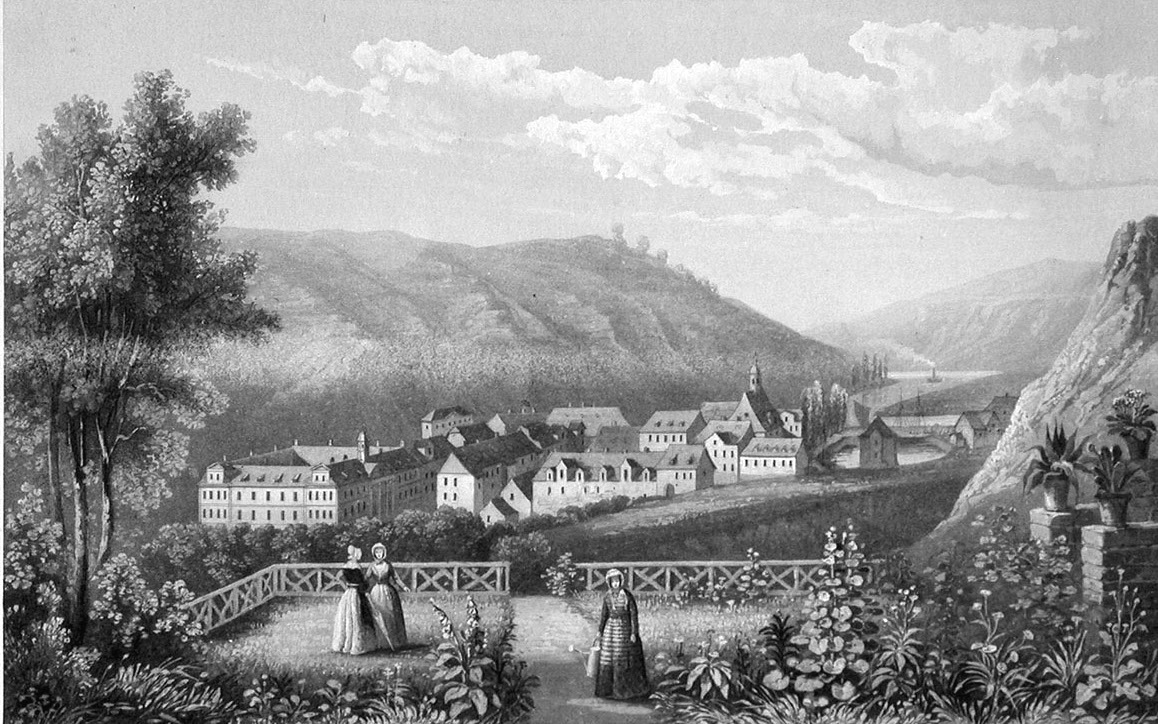
„Karlshafen“; Stahlstich von Johann Heinrich Martens nach einer Zeichnung Finks, um 1840

Geboren in Kassel als Sohn eines Registrators, studierte Carl Fink an der dortigen Kunstakademie bei Friedrich Wilhelm Müller und kopierte parallel dazu Vorlagen in der Kasseler Gemäldegalerie Alter Meister.
Ab 1835 stellte Fink erstmals in Hannover aus. Durch die Bekanntschaft mit Eduard Primavesi gelangte Fink zur Theatermalerei, wirkte 1836 in Hanau und Würzburg, 1839 und 1840 in Berlin am Königstädter Theater, 1840 bis 1842 auch in Köln. 1842 bis 1848 hielt sich Fink in Italien auf, darunter insgesamt rund 5 Jahre in Venedig, wo er insbesondere größere Architekturbilder schuf. Von Rom aus kehrte er 1848 nach Kassel zurück, wirkte dort auf Schloss Escheberg.

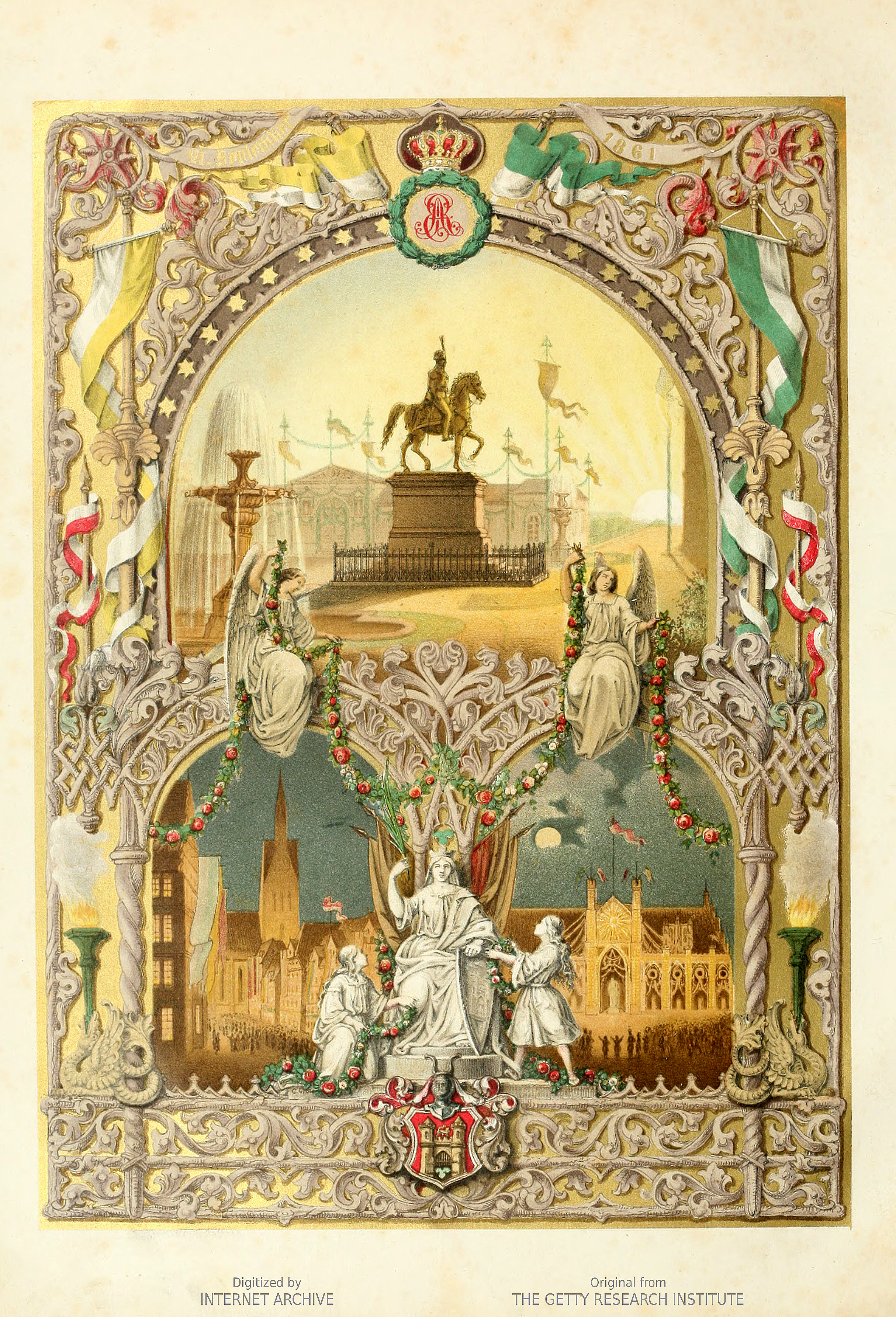
„Titelbild“ des anlässlich der Einweihungs-Feierlichkeiten des Denkmals entstandenen Ernst August Albums;
16 Platten-Farblithografie nach Fink von Klindworth’s Hof-Druckerei, um 1862.

Ab 1852 – dem Jahr der Eröffnung des von Hofbaumeister Laves geplanten neuen Opernhauses in  Hannover – arbeitete Carl Fink als Hoftheater- und Dekorationsmaler sowie als Zeichenlehrer in der Residenzstadt des Königreichs Hannover. Ab 1856 lieferte er an König Georg V. ein „aus 131 Blättern Zeichnungen von centralamerikanischen Pflanzen bestehendes Album“. Die Pflanzen-Abbildungen sollten später als Lithografien gedruckt und mit beschreibenden Erläuterungen versehen werden – gelten heute allerdings als verschollen.
Um 1862 fertigte Fink ein Gemälde mit einer „Ansicht eines Wintergartens mit tropischen Pflanzen, Palmen und exotischen Vögeln“, das das Innere des von Georg Ludwig Friedrich Laves errichteten Palmenhauses des Herrenhäuser Berggartens zeigt. Bis 2005 war dieses Ölgemälde im Besitz der Welfen.
Ebenfalls bis 1862 lieferte Carl Fink die Aquarelle für das Titelbild sowie 19 Bildtafeln für das von der Hof-Druckerei Klindworth anlässlich des Festzuges zur Einweihung des Ernst-August-Denkmals vervielfältigte Ernst August Album.
Nachdem der Botaniker Hermann Wendland von seiner Forschungs- und Sammelreise durch Costa Rica 1858 nach Hannover zurückgekehrt war, fertigte Fink ein Ölgemälde von den von Wendland mitgebrachten und neu entdeckten Pflanzen Südamerikas.
Fink arbeitete in Hannover bis in das Jahr 1866 hinein, Ab 1869 unterrichtete Carl Fink als Angestellter in seiner Geburtsstadt Kassel an der dortigen  Zeichenschule sowie an der dortigen Höheren Töchterschule.

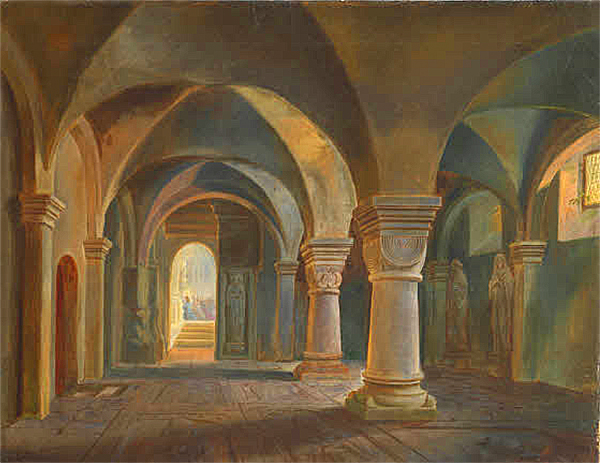
„Krypta unter dem nördlichen Chor im Dom zu Fritzlar“;
1868, Museumslandschaft Hessen Kassel

Fink hatte zwei Söhne, die als Maler beziehungsweise Bildhauer tätig wurden, einer davon der Maler Ludwig Finck (* 1857).

## Weitere Werke
Einige Werke Carl Finks kamen mit der Königlichen Gartenbibliothek Herrenhausen (KGBH) in den Besitz der Gottfried Wilhelm Leibniz Bibliothek – Niedersächsische Landesbibliothek, andere finden sich im Niedersächsischen Hauptstaatsarchiv. Neben Ölgemälden in der Museumslandschaft Hessen Kassel sind zudem folgende Werke bekannt:
- 1856 bis 1866: Album mit 131 Blättern mit Zeichnungen von centralamerikanischen Pflanzen; Verbleib unbekannt[1]
- um 1858: Ölgemälde mit Hermann Wendlands in Südamerika neu entdeckten Pflanzen; Verbleib unbekannt[1]
- um 1861: Einweihung des Ernst-August-Denkmals am Bahnhof 21. Sept. 1861, mit zusätzlichen Bildfeldern Blick durch die Schmiedestraße auf die Marktkirche, sowie einem Blick auf das Alte Rathaus, Farblithografie, 25,8 × 18,5 cm[7]
- um 1862: „Ansicht eines Wintergartens mit tropischen Pflanzen, Palmen und exotischen Vögeln“; bis zum Jahr 2005 im Besitz der Welfen[1]
- um 1862: Titelbild und 19 Blätter für das Ernst August Album[5]
- Datum unbekannt: „Ägypten, Landschaft mit Blick auf die Pyramiden“; in Privatbesitz D. Hamidovic

## Schriften
- Gedichte. 1841.
- Gedichte. Rümpler, Hannover 1860.
- Fabeln. Kessler, Kassel 1883.